# Серебристый шипохвост
Серебристый шипохвост или белка-летяга Бикрофта (лат. Anomalurus beecrofti) — небольшой грызун семейства шипохвостых. Этот вид иногда относят к собственному монотипическому роду Anomalurops, но в последнем издании сводки "Mammal Species of the World" он сохранён в составе Anomalurus.

## Описание
Внешне серебристые шипохвосты напоминает белок, однако имеют лишь отдалённое эволюционное родство с ними. Нижняя поверхность хвоста серебристого шипохвоста у основания примерно на треть лишена меха и покрыта крупными твёрдыми чешуйками, которые налегают друг на друга подобно черепице. Концы чешуек имеют заострённые вершины. С помощью этих шипов зверьки укрепляются на гладких отвесных стволах деревьев, чтобы не соскальзывать вниз.

## История открытия
Серебристый шипохвост был открыт британским исследователем Луисом Фрейзером в 1853 году. Назван в честь британского чиновника и исследователя Африки Джона Бикрофта — Anomalurus beecrofti.

## Ареал
Серебристый шипохвост обитает в Африке на территории Анголы, Камеруна, Республики Конго, Демократической Республики Конго, Кот-д’Ивуара, Экваториальной Гвинеи, Габона, Ганы, Гвинеи, Либерии, Нигерии, Сьерра-Леоне, Того, Уганды и Центральноафриканской республики. Естественной средой обитания серебристого шипохвоста являются субтропические или тропические сухие леса, субтропические или тропические влажные низинные леса и плантации.

## Изменчивость
Описано большое число форм относимых в синонимы к этому виду. Формы argenteus и hervoi рассматривались «валидными в качестве рас», а  chapini и citrinus считались «чётко определенными подвидами». Некоторые зоологи предполагали, что schoutedeni является отдельным видом.